# 小松崎文夫
小松崎 文夫（こまつざき ふみお、1941年（昭和16年） - ）は、日本の作家・元教員（国語科）。茨城県出身。正則高等学校で国語科教師として教鞭をとる傍ら、作家としても活動。万葉集を扱ったテーマが多い。愛称は「コマっちゃん」。

## 経歴
- 茨城県立土浦第一高等学校卒業
- 國學院大學文学部国語学科卒業
- 正則高等学校教員
- 同、2002年退職

## 著書
- 皇子たちの鎮魂歌 万葉集の「虚」と「実」、新人物往来社、ISBN 4-404-03188-2
- 神話の旅人 「東」から見る七世紀、「東」に見る八世紀、小学館スクウェア、ISBN 4797980087